# Jan Patočka

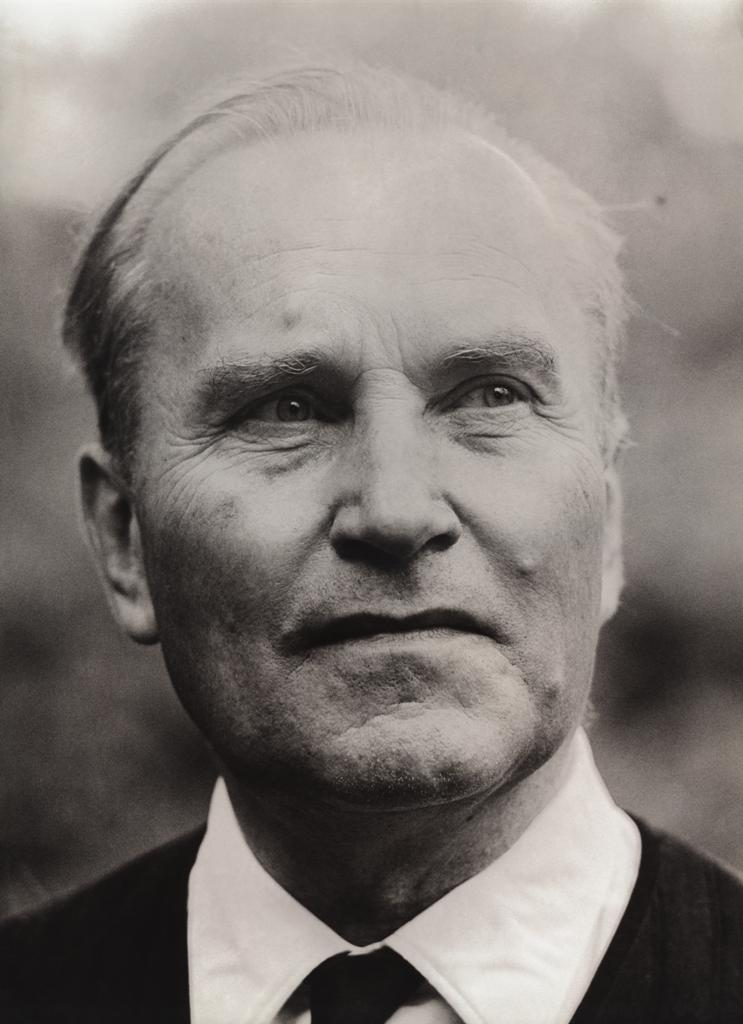
Jan Patočka (1971)
^{Foto: Jindřich Přibík}

Jan Patočka (Turnov, Bohemen, 1 juni 1907 - Praag, 13 maart 1977) wordt beschouwd als een van de belangrijkste Tsjechische fenomenologische filosofen, alsook een van de belangrijkste Centraal-Europese filosofen van de 20ste eeuw. Patočka heeft in vele belangrijke steden studie genoten waaronder Praag, Parijs, Berlijn en Freiburg. Ook ging hij in de leer bij een van de grondleggers van de fenomenologie, Edmund Husserl en een van zijn belangrijkste leerlingen Martin Heidegger. Hij wordt ook gezien als een belangrijke morele en intellectuele autoriteit achter de 'Charta 77'-beweging.

## Patočka's Filosofie
Een centraal probleem waar Patočka zich mee bezighield was het probleem rond het begrip leefwereld (Lebenswelt), zijn structuur en de menselijke positie in deze leefwereld. Hij poogde dit oorspronkelijke Husserliaans concept uit te werken door het te combineren met enkele thema's die bij Heidegger voorkomen (o.a. historiciteit, techniciteit, ...) Hij bekritiseerde Heideggers werk ook, voornamelijk omdat Patočka van mening was dat de filosofie van Heidegger onvoldoende aandacht schonk aan de basis structuur van "in de wereld zijn" (in-der-Welt-sein). Patočka stelde ook dat deze structuren geen waarheid onthullende activiteiten zijn (door dit inzicht kreeg hij meer waardering voor het werk van de filosofe Hannah Arendt).
Naast deze fenomenologische problematiek, hield hij zich ook bezig met het schrijven van interpretaties rond de presocratisch en klassiek Griekse filosofie en enkele langere essays over de geschiedenis van het Griekse denken en zijn invloed op het moderne Europa. Tevens ging hij nooit een discussie uit de weg rond onderwerpen als de moderne Tsjechische filosofie, kunst, geschiedenis en politiek.
Patočka wordt door andere filosofen sterk gewaardeerd. Zo is een van de belangrijkste werken van Patočka, namelijk Kacířské eseje o filosofii dějin (Ketterse Essays in de filosofie van de geschiedenis) diepgaand geanalyseerd door de bekende filosoof Jacques Derrida in zijn boek Donner la mort (De gave van de dood). Ook andere filosofen zoals Paul Ricoeur en Roman Jakobson getuigen hiervan door het schrijven van voor- en nawoord bij de Franse editie van dit laatstgenoemde werk van Patočka.

## Patočka's dood
In 1977 werd Patočka samen met Jiří Hájek en Václav Havel, een van de vooraanstaande woordvoerders en oprichters van de 'Charta-77'-mensenrechtenbeweging in Tsjecho-Slowakije. Samen met de talloze andere gecensureerde intellectuelen gaf hij colleges in wat men de "Ondergrondse Universiteit" noemde. Dit was een informele instelling die trachtte gratis en ongecensureerde culturele opvoeding te bieden in een land waar de pers en de academische kringen sterk gecensureerd werden. Na een clandestiene ontmoeting met de Nederlandse minister van buitenlandse zaken Max van der Stoel werd hij opgeroepen voor een verhoor door de Tsjecho-Slowaakse geheime dienst. Hoewel hij zich toen al niet goed voelde, gaf hij toch gehoor aan de oproep. Het verhoor nam de gehele dag in beslag en putte Patočka zodanig uit dat hij na thuiskomst in het ziekenhuis moest worden opgenomen. Tien dagen later overleed hij, 70 jaar oud, in het ziekenhuis aan een beroerte.

## Werken
- Přirozený svět jako filosofický problém (De natuurlijke wereld als een filosofisch probleem)
- Úvod do Husserlovy fenomenologie (Een inleiding tot de fenomenologie van Husserl)
- Aristoteles, jeho předchůdci a dědicové (Aristoteles, zijn voorgangers en zijn erfgenamen)
- Tělo, společenství, jazyk, svět (Lichaam, Gemeenschap, Taal, Wereld)
- Negativní platónismus (Negatief platonisme)
- Platón a Evropa (Plato en Europa)
- Co jsou Češi?? (Wie zijn de Tsjechen?)
- Péče o duši (Zorg voor de Ziel)
- Kacířské eseje o filosofii dějin (Ketterse Essays in de filosofie van de geschiedenis)

## Secundaire literatuur
- Renaud Barbaras, Le mouvement de l'existence. Etudes sur la phénoménologie de Jan Patočka, Les Editions de la transparence, 2007
- Erazim Kohák, Jan Patočka: Philosophy and Selected writings.
- Jacques Derrida, The Gift of Death
- Edward F. Findlay, Caring for the soul in a postmodern age : politics and phenomenology in the thought of Jan Patočka
- Marc Crépon, Altérités de l'Europe
- Jan Patočka and the European Heritage, Studia Phaenomenologica VII (2007) - Ivan Chvatik (guest editor)
- Dennis de Gruijter, De Solidariteit van de Schok: Europa volgens Jan Patočka (Uitgeverij ISVW, 2018)